# Ваксман, Семён Иегудович
Семён Иегудович Ваксман (25 января 1936; Птичье, Изобильненский район, Ставропольский край — 21 октября 2021; Пермский край) — советский и российский писатель, поэт, краевед, кандидат геолого-минералогических наук (1984), член Союза писателей Российской Федерации (2002)

## Биография
Семён родился 25 января 1936 года в советское время, в селе Птичье.
В 1938 года семья переехала жить в Москву.
Окончил школу с серебряной медалью.
В 1959 году окончил геологический факультет Московского нефтяного института, получил специальность «инженер-геолог-нефтяник», занимался поисками и разведкой месторождений нефти и газа в Приморском и Пермском краях. Стал кандидатом геолого-минералогических наук.
С 1963 года жил в Пермской области. В 1963-2002 гг. работал в тресте «Пермнефтегеофизика», геолого-поисковой конторе, институте «ПермНИПИнефть», в геологическом отделе объединения «Пермнефть», впоследствии ООО «ЛУКОЙЛ-Пермнефть».
В 1984 году стал кандидатом геолого-минералогических наук.
Вышел на пенсию ведущим геологом геологического отдела ОАО «ЛУКОЙЛ-Пермнефть».
Писательские интересы Семена были связаны с историей открытия в Прикамье пермской геологической системы, пребыванием на территории нашего края Мурчисона, Чехова и Пастернака.
Ушёл из жизни 21 октября 2021 года в Пермском крае.

## Награды и звания
- «Почётный нефтяник»
- медаль «Ветеран труда»
- Книга «Вся Земля…» удостоена краевой премии по литературе за 2008 год.

## Наиболее известные книжные издательства

### Издательства
- «Путеводитель по Юрятину» (2005)
- «Полевая книжка»
- «Условный знак Пермь»
- «Охранник южного входа, или Пермская обитель» (2014)

### Стихи
- Стихи в журнале «Дальний Восток» (1962)
- Книги стихов «Лик Земли» (1967)
- «Стихи» (2006)
- «Синий платочек»(2006)

### Прозы
- «Условный знак — Пермь» (1991)
- «Путеводитель по Юрятину» (2005)
- «Вся Земля, или записки о Родерике Мэрчисоне, короле Пермском, Силурийском и Девонском» (2008)
- «Полевая книжка» (2014)
- «Охранник южного входа, или Пермская обитель»

### Романы
- «Я стол накрыл на шестерых»
- «Вся Земля…»